# Forshaga
Forshaga ist eine Ortschaft (tätort) in der schwedischen Provinz Värmlands län und Hauptort der gleichnamigen Gemeinde. Der Ort liegt am Fluss Klarälven ungefähr 20 km nördlich dessen Mündung in den See Vänern.
Es ist eine relativ moderne Siedlung, die mit der industriellen Revolution aufgrund einer hier befindlichen Papiermühle heranwuchs. Es gibt wenig alte Gebäude. So wurde die Ortskirche erst am 20. März 1921 eingeweiht. Für die Entwicklung war auch der Bau einer Eisenbahnlinie zwischen Hagfors und Skoghall vorteilhaft. Heute existiert diese nicht mehr und das ehemalige Gleisbett wird als Rad- und Wanderweg benutzt.
Trotz seiner Nähe zur Stadt Karlstad ist das Leistungsangebot des Ortes recht vielfältig. Es gibt mehrere Geschäfte, Gesundheitseinrichtungen und Restaurants sowie ein Hotel und eine Jugendherberge. Im Schloss soll bis 2022 eine Galerie und ein Cafe entstehen. Touristisch hat sich Forshaga auf Angler spezialisiert.

## Söhne und Töchter der Ortschaft
- Kaj af Ekström (1899–1943), Eiskunstläufer
- Per Brohäll (1917–1989), Bootskonstrukteur
- Olle Boström (1926–2010), Bogenschütze
- Nils Nilsson (1936–2017), Eishockeyspieler
- Sten Tolgfors (* 1966), Politiker
- Stefan Holm (* 1976), Hochspringer und Olympiasieger
- Vomitory, Band

## Belege
1. 1 2  Statistiska centralbyrån: Landareal per tätort, folkmängd och invånare per kvadratkilometer. Vart femte år 1960 - 2015 (Datenbankabfrage)